# Lishanid Noshan
Lishana didán (lishanid noshan, galigalu, hula’ula, hulani, jbeli, kurdit; ISO 639-3: aij), jezik sjeveroistočne podskupine centralnih istočnoaramejskih jezika, kojim u Izraelu govori 2 250 ljudi (1994 H. Mutzafi).
Upotrebljavaju ga pretežno starije odrasle osobe. Piše se hebrejskim pismom. Osam dijalekata: arbel (arbil), dobe, koy sanjaq, rwanduz, rustaqa, shaqlawa, ranye i qaladze.
Ne smije se brkat s jezikom lishán didán [trg]

## Vanjske poveznice
- Ethnologue (14th)
- Ethnologue (15th)